# Liste des édifices religieux de Châlons-en-Champagne

## Christianisme

### Catholicisme
| Monument                                                  | Adresse                             | Coordonnées    | Protection | Date         | Illustration                                              |
| --------------------------------------------------------- | ----------------------------------- | -------------- | ---------- | ------------ | --------------------------------------------------------- |
| La Cathédrale Saint-Étienne                               | place Saint-Étienne rue de la Marne | à géolocaliser |            | XIIe siècle  | La Cathédrale Saint-Étienne                               |
| La Collégiale Notre-Dame-en-Vaux                          | rue de Vaux                         | à géolocaliser |            | XIIe siècle  | La Collégiale Notre-Dame-en-Vaux                          |
| L'Église Saint-Alpin                                      | rue des Lombards                    | à géolocaliser |            | XIIe siècle  | L'Église Saint-Alpin                                      |
| L'Église Saint-Jean                                       | place Saint-Jean                    | à géolocaliser |            | XIe siècle   | L'Église Saint-Jean                                       |
| L'Église Saint-Loup                                       | rue des Martyrs de la Résistance    | à géolocaliser |            | XIVe siècle  | L'Église Saint-Loup                                       |
| Abbaye de Toussaint                                       | place de l'École des Arts           | à géolocaliser |            | XVIe siècle  | Abbaye de Toussaint                                       |
| Le couvent des Cordeliers                                 | rue des Cordeliers                  | à géolocaliser |            | XIIIe siècle | Le couvent des Cordeliers                                 |
| Le couvent des Dames de la Congrégation                   | Rue Grande-Étape                    | à géolocaliser |            | XVIIe siècle | Le couvent des Dames de la Congrégation                   |
| Le couvent la Congrégation des Sœurs de Sainte-Marie      | rue Jessaint                        | à géolocaliser |            | XVIIe siècle | Le couvent la Congrégation des Sœurs de Sainte-Marie      |
| Prieuré des bénédictines de Vinetz                        | rue de Vinetz                       | à géolocaliser |            | XVIIe siècle | Prieuré des bénédictines de Vinetz                        |
| L'Ancienne chapelle du couvent de l'Adoration-Réparatrice | rue Arquebuse                       | à géolocaliser |            | XIXe siècle  | L'Ancienne chapelle du couvent de l'Adoration-Réparatrice |
| La chapelle de l'hôpital psychiatrique                    | avenue du général Sarrail           | à géolocaliser |            | XIXe siècle  | La chapelle de l'hôpital psychiatrique                    |
| Église Sainte-Pudentienne                                 | rue de Fagnières                    | à géolocaliser |            | XXe siècle   | Église Sainte-Pudentienne                                 |
| La chapelle Saint-Joseph                                  | rue Saint-Joseph                    | à géolocaliser |            | XVIIe siècle | La chapelle Saint-Joseph                                  |
| La chapelle Saint-Alphonse-de-Liguori                     | rue Jean-Henri-Fabre                | à géolocaliser |            | XXe siècle   | La chapelle Saint-Alphonse-de-Liguori                     |
| L'Église Sainte-Thérèse-de-l'Enfant-Jésus                 | avenue du 29 août 1944.             | à géolocaliser |            | XXe siècle   | L'Église Sainte-Thérèse-de-l'Enfant-Jésus                 |
| L'Église Saint-Michel                                     | rue Henri Dunant.                   | à géolocaliser |            | XXe siècle   | L'Église Saint-Michel                                     |
| L'Église Saint-Antoine                                    | rue Émile Schmit.                   | à géolocaliser |            | XXe siècle   | L'Église Saint-Antoine                                    |
| La chapelle du lycée Frédéric Ozanam                      | rue de la Fraternité.               | à géolocaliser |            | XXe siècle   | La chapelle du lycée Frédéric Ozanam                      |

### Protestantisme
| Monument                        | Adresse                      | Coordonnées    | Protection | Date        | Illustration               |
| ------------------------------- | ---------------------------- | -------------- | ---------- | ----------- | -------------------------- |
| Temple protestant               | rue Lochet                   | à géolocaliser |            | XIXe siècle | Temple protestant          |
| L'Église évangelique            | 10 rue du Camp d'Attila      | à géolocaliser |            |             | Image manquante Téléverser |
| L'Église Évangélique Baptiste   | rue Fernand Brémont          | à géolocaliser |            | XXe siècle  | Image manquante Téléverser |
| L'Église Évangélique la Mission | boulevard Justin Grandthille | à géolocaliser |            |             | Image manquante Téléverser |

### Islam
| Monument   | Adresse | Coordonnées    | Protection | Date       | Illustration |
| ---------- | ------- | -------------- | ---------- | ---------- | ------------ |
| La mosquée | rue     | à géolocaliser |            | XXe siècle | La mosquée   |

### Judaïsme
| Monument     | Adresse    | Coordonnées    | Protection | Date        | Illustration |
| ------------ | ---------- | -------------- | ---------- | ----------- | ------------ |
| La Synagogue | rue Lochet | à géolocaliser |            | XIXe siècle | La Synagogue |